# Frontallap
Frontallappen, eller pandelappen, er et område i hjernen hos mennesker og andre pattedyr lokaliseret forrest i hver hjernehalvdel og placeret anteriort (foran) parietallappen og superiort og anteriort til temporallappen. Den er separeret fra parietallappen af et hulrum mellem vævene kaldet den centrale sulcus og fra temporallappen af en dyb fold kaldet den laterale sulcus. Den præcentrale gyrus, der danner den posteriore grænse på frontallappen, indeholder den primære motorcortex, der kontrollerer frivillige bevægelser i specifikke kropsdele.
Frontallappen indeholder flest af de dopamin-sensitive neuroner i hjernebarken. Dopaminsystemet er generelt associeret med belønning, opmærksomhed, korttidshukommelsesopgaver, planlægning og motivation. Dopamin har det med at begrænse og udvælge sensorisk information der kommer fra thalamus til det forreste af hjernen. En rapport fra National Institute of Mental Health viser at en gen-variant der reducerer dopamin-aktivitet i den præfrontale cortex har en sammenhæng med dårligere præstationer og ineffektivitet i hjernen under igangværende hukommelsesøvelser og en større risiko for skizofreni.[kilde mangler]

## Anatomi
På den laterale overflade af den menneskelige hjerne adskiller den centrale sulcus frontallappen fra parietallappen. Den laterale sulcus adskiller frontallappen fra temporallappen.
Frontallappen kan inddeles i en lateral, polar, orbital/ventral og medial del. Hver af disse dele består af specifikke gyri:
- Lateral del: Præcentral gyrus, lateral del af den superiore frontale gyrus, middel frontale gyrus, inferiore frontale gyrus.
- Polare del: Transverse frontopolare gyri, frontomarginale gyrus.
- Orbitale del: Laterale orbitale gyrus, anteriore orbitale gyrus, posteriore orbitale gyrus, mediale orbitale gyrus, gyrus rectus.
- Mediale del: Mediale del af den superiore frontale gyrus, cingulate gyrus.

Gyrierne er adskilt af sulci. Eksempelvis findes den præcentrale gyrus foran den centrale sulcus og bagved den præcentrale sulcus. De superiore og middelfrontale gyri er adskilt af den superiore frontale sulcus. De midterste og inferiore frontale gyri er adskilt af den inferiore frontale sulcus.
Hos mennesker er den frontale lap først fuldt udviklet omkring 20-års-alderen,, hvilket markerer den kognitive modenhed.
Dr. Arthur Toga, en UCLA-professor i neurologi, fandt en stigning i myelin i den frontale laps hvide stof hos unge voksne i sammenligning med teenagere. En typisk begyndende skizofreni i de tidlige voksenår, korrelerer med dårligt myelinerede og derfor ineffektive forbindelser mellem cellerne i den frontale del af hjernen.[kilde mangler]

## Galleri
- Venstre frontallap (klik for at se animationen)
- Lapperne
- Hjernens base.
- Menneskelig hjerne der viser de fire store lapper i cerebrum. Under den cerebrale cortex er cerebellum, pons og medulla oblongata
- Tegning der illustrerer hjernens forhold til kraniet.
- Venstre side af frontallappen, set nedefra